# Qian Zi Wen

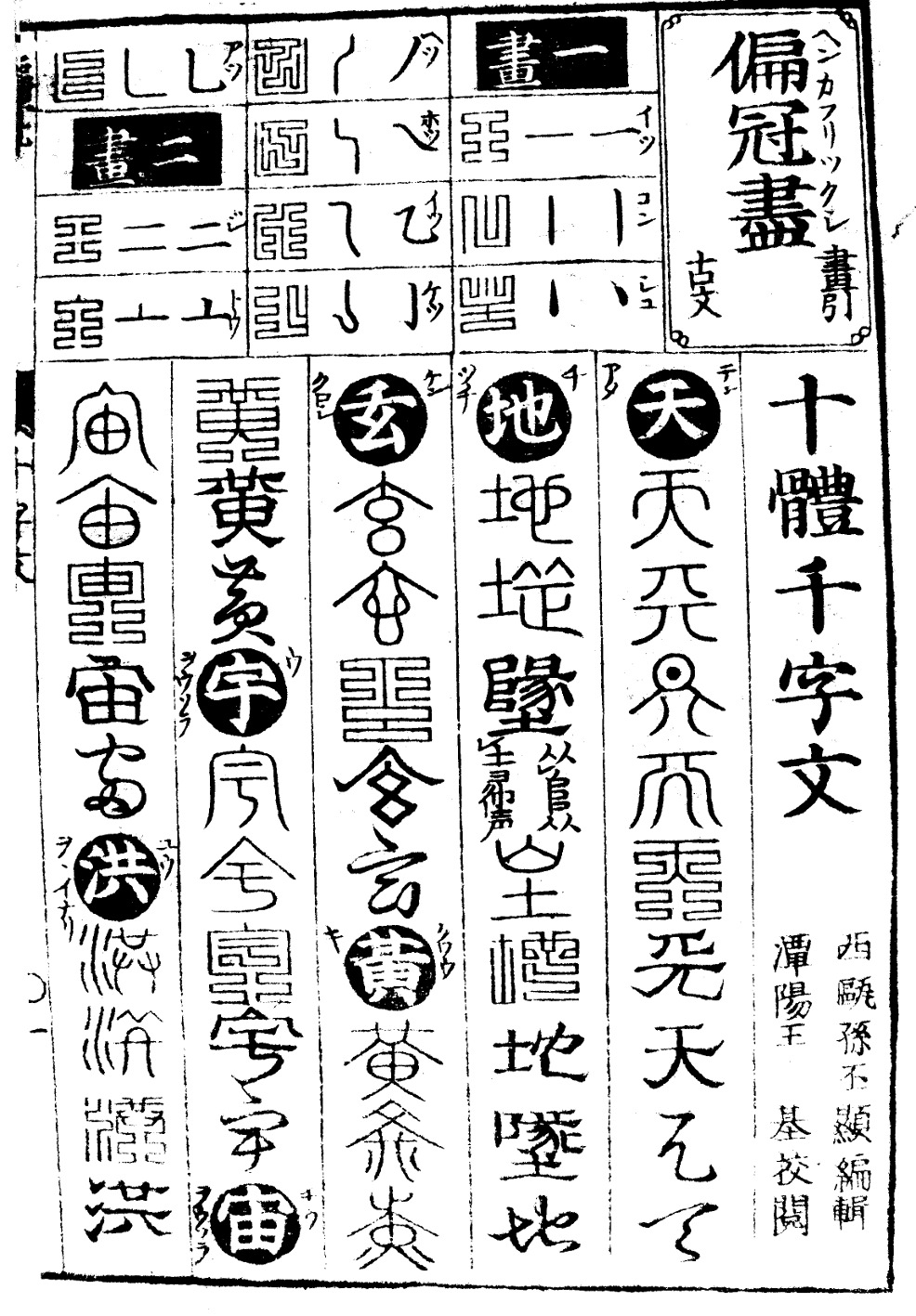
Il Qian Zi Wen usato come dizionario di stile: ogni carattere è scritto in diversi stili in ogni colonna
Libro giapponese del 1756

Il Qian Zi Wen (千字文T, 千字文S, Qiānzì WénP), noto in italiano come "Classico dei mille caratteri", è una poesia cinese che è stata usata come manuale per insegnare i caratteri cinesi ai bambini dal VI secolo in poi. Contiene esattamente mille caratteri, ciascuno usato una sola volta, disposti in 250 versi di quattro caratteri ciascuno e raggruppati in strofe in rima di quattro versi per renderne facile la memorizzazione. Viene cantato, proprio come l'Alphabet song, in lingua inglese, per insegnare l'alfabeto latino. Insieme al San Zi Jing e al Bai Jia Xing, è stato alla base dell'alfabetizzazione tradizionale nella sinosfera.
La prima riga è Tian di xuan huang (ZH) . L'ultima riga Yan zai hu ye (ZH)  spiega l'uso delle particelle grammaticali "yan", "zai", "hu" e "ye".

## Storia
Ci sono diverse storie sull'origine dell'opera. Si dice che l'imperatore Wu della dinastia Liang (r. 502–549) commissionò a Zhou Xingsi ((ZH) , 470–521) di comporre questa poesia affinché il suo principe potesse esercitarsi nella calligrafia; un altro racconto afferma che l'imperatore ordinò a Wang Xizhi, noto calligrafo, di scrivere mille caratteri e di darli a Zhou come sfida per trasformarli in un'ode. Un'altra versione recita che l'imperatore ordinò ai suoi principi e agli ufficiali di corte di comporre dei saggi e ordinò a un altro ministro di copiarli su mille foglietti di carta, che divennero misti e confusi. A Zhou fu quindi affidato il compito di riportare questi foglietti al loro ordine originale; egli lavorò così intensamente da finire a farlo durante la notte e i suoi capelli diventarono completamente bianchi.
Il Qian Zi Wen è noto per essere uno dei testi più letti in Cina nel primo millennio. La popolarità del libro durante la dinastia Tang è dimostrata dal fatto che durante gli scavi archeologici di Dunhuang furono trovate circa 32 copie. A partire dalla dinastia Song, poiché si poteva presumere che tutte le persone alfabetizzate avessero memorizzato il testo, l'ordine dei suoi caratteri iniziò ad essere utilizzato per mettere i documenti in sequenza nello stesso modo in cui l'ordine alfabetico è utilizzato nelle lingue alfabetiche.
Il regno uiguro buddista di Qocho usava il Qian Zi Wen e il Qieyun e fu scritto che "Nella città di Qocho c'erano più di cinquanta monasteri, tutti i titoli dei quali sono concessi dagli imperatori della dinastia Tang, che conservano molti testi buddisti come Tripitaka, Tangyun, Yupuan, Jingyin ecc."
Nelle dinastie successive ai Song, il San Zi Jing, il Bai Jia Xing e il Qian Zi Wen divennero noti collettivamente come San Bai Qian (tre, cento, mille), dal primo carattere dei loro titoli. Servivano come libri didattici per i bambini, diventando il testo letterario introduttivo quasi universale per gli studenti (quasi esclusivamente ragazzi) provenienti da ambienti d'élite e anche per un certo numero di comuni abitanti dei villaggi. Ogni testo era disponibile in molte versioni, stampate a buon mercato e disponibili a tutti poiché non venivano sostituite. Quando uno studente li aveva memorizzati tutti e tre, aveva una conoscenza di circa 2.000 caratteri. Poiché il cinese non utilizzava un alfabeto, questo era un modo efficace, anche se dispendioso in termini di tempo, per tenere un corso intensivo sul riconoscimento dei caratteri prima di passare alla comprensione dei testi e alla scrittura dei caratteri.

## Calligrafia
Poiché il Qian Zi Wen contiene un migliaio di caratteri cinesi unici e vista la sua ampia diffusione, è stato molto apprezzato dai calligrafi dei Paesi dell'Asia orientale. Secondo il Catalogo della calligrafia Xuanhe (宣和画谱), la collezione imperiale del Song Settentrionale comprendeva ventitré opere autentiche del calligrafo della dinastia Sui Zhiyong, discendente di Wang Xizhi, quindici delle quali erano copie del Qian Zi Wen.
Calligrafi cinesi come Chu Suiliang, Sun Guoting, Zhang Xu, Huaisu, Mi Yuanzhang (Song Settentrionale), Gaozong di Song, Huizong di Song, Zhao Mengfu e Wen Zhengming hanno tutti notevoli lavori calligrafici del Qian Zi Wen. I manoscritti rinvenuti a Dunhuang contengono anche frammenti pratici del testo stesso, indicando che, al più tardi nel VII secolo, l'uso del Qian Zi Wen per praticare la calligrafia cinese era diventato piuttosto diffuso.

## Giappone
Si dice che Wani, uno studioso cinese-Baekje semi-leggendario, tradusse il Qian Zi Wen in giapponese insieme a dieci libri dei Dialoghi di Confucio durante il regno dell'imperatore Ōjin (r. 370?-410?). Tuttavia, questo presunto evento precede la composizione del Qian Zi Wen. Ciò fa presumere a molti che l'evento sia stato inventato, ma altri credono che sia basato sulla realtà, forse utilizzando una versione diversa del libro stesso.

## Corea
Il Qian Zi Wen è stato utilizzato per molti secoli come base per l'apprendimento dei caratteri cinesi. Non è chiaro quando sia stato introdotto in Corea.
Il libro è considerato la forza principale, insieme all'introduzione del buddhismo in Corea, dietro l'introduzione dei caratteri cinesi nella lingua coreana. L'hanja era l'unico mezzo per scrivere il coreano finché la scrittura hangul non fu creata sotto la direzione di Sejong il Grande nel XV secolo; tuttavia, anche dopo l'invenzione dell'hangul, la maggior parte degli studiosi coreani continuò a scrivere in hanja fino alla fine del XIX secolo.
L'uso del Qian Zi Wen come manuale di scrittura per i bambini iniziò nel 1583, quando Seonjo di Joseon ordinò a Han Ho (1544–1605) di scolpire il testo in blocchi di legno.
Il Qian Zi Wen ha una propria forma nel rappresentare i caratteri cinesi. Per ogni carattere, il testo mostra il suo significato (hanja: 訓; Template:Transliteration o Template:Transliteration) e suono (hanja: 音; Template:Transliteration). Il vocabolario per rappresentare la saegim è rimasto invariato in ogni edizione, nonostante la naturale evoluzione della lingua coreana da allora. Tuttavia, nelle edizioni di Gwangju e di Seokbong, entrambe scritte nel XVI secolo, ci sono una serie di significati diversi espressi per lo stesso carattere. I tipi di modifiche dei saegim dall'edizione di Seokbong all'edizione di Gwangju rientrano all'incirca nelle seguenti categorie:
1. Le definizioni sono diventate più generalizzate o più concrete quando il fine semantico di ciascun carattere è stato modificato
2. Le definizioni precedenti sono state sostituite da sinonimi
3. Parti del discorso nelle definizioni sono state modificate

Da questi cambiamenti, è possibile trovare sostituzioni tra il coreano nativo e il sino-coreano. Generalmente, si presume che i "vocabolari di saegim rari" risalgano a prima del XVI secolo, poiché si pensa che possano essere una forma fossilizzata del vocabolario nativo coreano o influenzati dall'influenza di un dialetto regionale nella provincia di Jeolla.
Lo studioso sudcoreano Daesan Kim Seok-jin (hangul: 대산 김석진) ha espresso il significato del Qian Zi Wen contrapponendo la "scienza concreta" occidentale e quella "metafisica" asiatica e il "pensiero orientato all'origine", in cui "si tratta delle poesie raccolte sulla natura del cosmo e sulle ragioni dietro la vita umana".
I primi 44 caratteri del Qian Zi Wen sono stati utilizzati sul retro di alcuni mun coreani in contanti per indicare i numeri di fornace o "serie".

## Vietnam

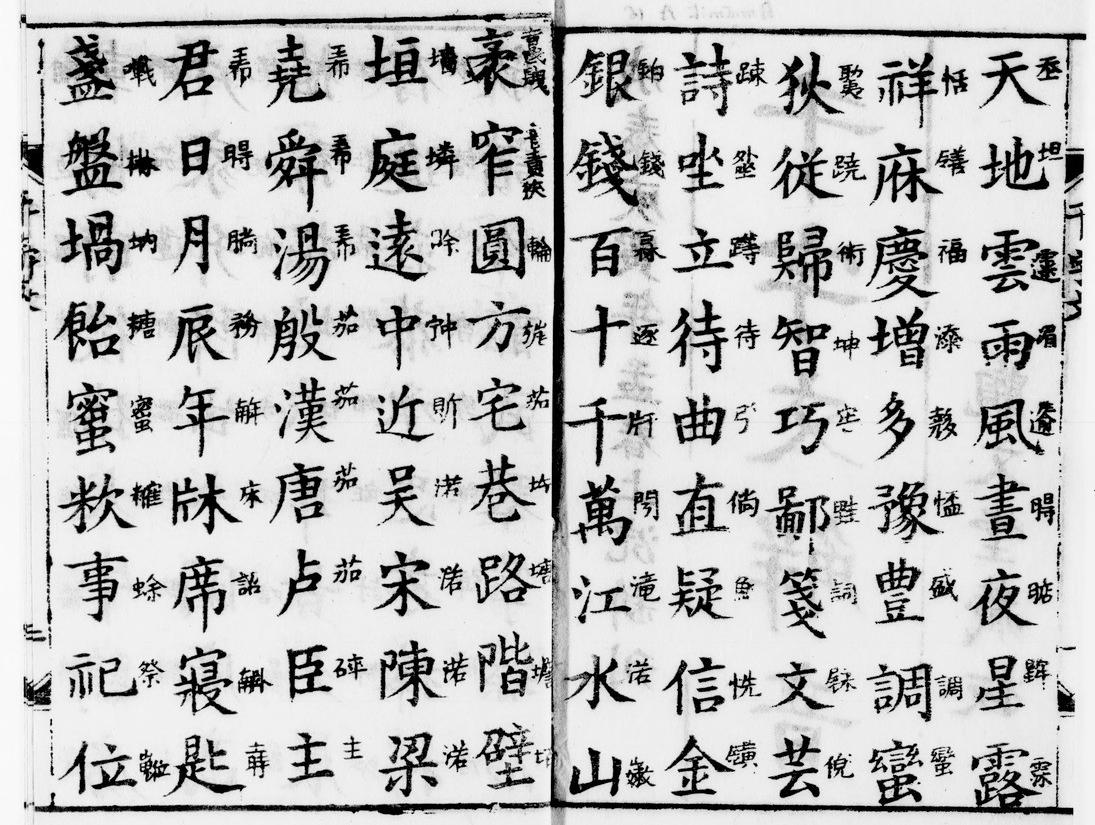
La versione vietnamita del Qian Zi Wen nel verso vietnamita lục bát, annotato con i caratteri chữ Nôm.

Esiste una versione del Qian Zi Wen che è stata modificata nella forma del verso vietnamita lục bát (chữ Hán: 六八). Il testo stesso si chiama Thiên tự văn giải âm (chữ Hán: 千字文解音), ed è stato pubblicato nel 1890 da Quan Văn Đường (chữ Hán: 觀文堂). Il testo è annotato con i caratteri chữ Nôm; ad esempio, il carattere 地 è annotato con il suo equivalente chữ Nôm 坦. Poiché è stato cambiato nella forma in versi lục bát, molti caratteri sono cambiati, come nella prima riga,
| Originale | Traslitterazione vietnamita | Testo vietnamita | Alfabeto vietnamita              |
| --------- | --------------------------- | ---------------- | -------------------------------- |
| 天地玄黃  | Thiên địa huyền hoàng       | 天𡗶地坦雲𩄲     | Thiên trời địa đất vân mây       |
| 宇宙洪荒  | Vũ trụ hồng hoang           | 雨湄風𩙌晝𣈜夜𣈘 | Vũ mưa phong gió trú ngày dạ đêm |

## Testi in mancese
Diverse varianti in lingua mancese del Qian Zi Wen sono note oggi. Tutte usano la scrittura mancese per trascrivere i caratteri cinesi. Sono utilizzati nelle ricerche sulla fonologia cinese.
Il Man Han Ciyan Dzi Wen ((ZH) ) scritto da Chen Qiliang ((ZH) ), contiene testo cinese e trascrizione fonetica mancese. Questa versione fu pubblicata durante il regno dell'imperatore Kangxi.
Un altro testo, il Qing Shu Qian Zi Wen ((ZH) ) di You Zhen ((ZH) ), fu pubblicato nel 1685 come supplemento al Baiti Qing Wen ((ZH) ). Fornisce la trascrizione mancese senza il cinese originale. È noto per essere stato citato dallo studioso giapponese Ogyū Sorai per gli studi sul mancese già nel XVIII secolo.
Il Ciyan Dzi Wen, non datato, che è di proprietà della Bibliothèque nationale de France, è una variante del Qing Shu Qian Zi Wen. Si ritiene che sia stato utilizzato dall'ufficio di traduzione della dinastia Joseon di Corea. Contiene la trascrizione hangul sia per il mancese che per il cinese. It is valuable to the study of Manchu phonology.

## Varianti
Il testo del Qiānzì Wén non è disponibile in una versione autorevole e standardizzata. Il confronto di varie edizioni manoscritte, stampate ed elettroniche mostra che queste non contengono tutte esattamente gli stessi mille caratteri. In molti casi le differenze riguardano solo piccole variazioni grafiche (ad esempio il carattere n. 4, 黃 o 黄, entrambi huáng "giallo"). In altri casi i caratteri varianti sono abbastanza diversi, sebbene associati sempre alla stessa pronuncia e significato (ad esempio il carattere n. 123, 一 o 壹, entrambi yì "uno"). In alcuni casi, i caratteri varianti rappresentano pronunce e significati diversi (ad esempio il carattere n. 132, 竹 zhú "bambù" o 樹 shù "albero"). Queste varianti testuali non sono annotate né discusse in nessuna edizione esistente del testo in una lingua occidentale. Infatti, anche il testo allegato a questo articolo differisce dal testo presentato in Wikisource in 25 punti (nn. 123 一/壹, 132 竹/樹, 428 郁/鬱, 438 彩/綵, 479 群/羣, 482 稿/稾, 554 回/迴, 617 岳/嶽, 619 泰/恆, 643 綿/緜, 645 岩/巖/, 693 鑒/鑑, 733 沉/沈/, 767 蚤/早, 776 搖/颻, 787 玩/翫, 803 餐/飡, 846 筍/笋, 849 弦/絃, 852 宴/讌, 854 杯/盃, 881 箋/牋, 953 璿/璇, 980 庄/莊). Non è stata ancora tentata un'edizione critica del testo del Qiānzì Wén, basata sulle migliori fonti manoscritte e stampate.

## Testo
| 1                    | 3                    | 4                    | 5                    | 6                    | 7                    |
| 天地玄黃，宇宙洪荒。 | 蓋此身髮，四大五常。 | 都邑華夏，東西二京。 | 治本於農，務茲稼穡。 | 耽讀玩市，寓目囊箱。 | 布射僚丸，嵇琴阮嘯。 |
| 日月盈昃，辰宿列張。 | 恭惟鞠養，豈敢毀傷。 | 背邙面洛，浮渭據涇。 | 俶載南畝，我藝黍稷。 | 易輶攸畏，屬耳垣牆。 | 恬筆倫紙，鈞巧任釣。 |
| 寒來暑往，秋收冬藏。 | 女慕貞絜，男效才良。 | 宮殿盤郁，樓觀飛驚。 | 稅熟貢新，勸賞黜陟。 | 具膳餐飯，適口充腸。 | 釋紛利俗，竝皆佳妙。 |
| 閏餘成歲，律呂調陽。 | 知過必改，得能莫忘。 | 圖寫禽獸，畫彩仙靈。 | 孟軻敦素，史魚秉直。 | 飽飫烹宰，飢厭糟糠。 | 毛施淑姿，工顰妍笑。 |
| 雲騰致雨，露結為霜。 | 罔談彼短，靡恃己長。 | 丙舍傍啟，甲帳對楹。 | 庶幾中庸，勞謙謹敕。 | 親戚故舊，老少異糧。 | 年矢每催，曦暉朗曜。 |
| 金生麗水，玉出崑岡。 | 信使可覆，器欲難量。 | 肆筵設席，鼓瑟吹笙。 | 聆音察理，鑒貌辨色。 | 妾御績紡，侍巾帷房。 | 璿璣懸斡，晦魄環照。 |
| 劍號巨闕，珠稱夜光。 | 墨悲絲染，詩讚羔羊。 | 升階納陛，弁轉疑星。 | 貽厥嘉猷，勉其祗植。 | 紈扇圓潔，銀燭煒煌。 | 指薪修祜，永綏吉劭。 |
| 果珍李柰，菜重芥薑。 | 景行維賢，克念作聖。 | 右通廣內，左達承明。 | 省躬譏誡，寵增抗極。 | 晝眠夕寐，藍筍象床。 | 矩步引領，俯仰廊廟。 |
| 海鹹河淡，鱗潛羽翔。 | 德建名立，形端表正。 | 既集墳典，亦聚群英。 | 殆辱近恥，林皋幸即。 | 弦歌酒宴，接杯舉觴。 | 束帶矜庄，徘徊瞻眺。 |
| 2                    | 空谷傳聲，虛堂習聽。 | 杜稿鍾隸，漆書壁經。 | 兩疏見機，解組誰逼。 | 矯手頓足，悅豫且康。 | 孤陋寡聞，愚蒙等誚。 |
| 龍師火帝，鳥官人皇。 | 禍因惡積，福緣善慶。 | 府羅將相，路俠槐卿。 | 索居閒處，沉默寂寥。 | 嫡後嗣續，祭祀烝嘗。 | 謂語助者，焉哉乎也。 |
| 始製文字，乃服衣裳。 | 尺璧非寶，寸陰是競。 | 戶封八縣，家給千兵。 | 求古尋論，散慮逍遙。 | 稽顙再拜，悚懼恐惶。 |                      |
| 推位讓國，有虞陶唐。 | 資父事君，曰嚴與敬。 | 高冠陪輦，驅轂振纓。 | 欣奏累遣，慼謝歡招。 | 箋牒簡要，顧答審詳。 |                      |
| 弔民伐罪，周發殷湯。 | 孝當竭力，忠則盡命。 | 世祿侈富，車駕肥輕。 | 渠荷的歷，園莽抽條。 | 骸垢想浴，執熱願涼。 |                      |
| 坐朝問道，垂拱平章。 | 臨深履薄，夙興溫凊。 | 策功茂實，勒碑刻銘。 | 枇杷晚翠，梧桐蚤凋。 | 驢騾犢特，駭躍超驤。 |                      |
| 愛育黎首，臣伏戎羌。 | 似蘭斯馨，如松之盛。 | 磻溪伊尹，佐時阿衡。 | 陳根委翳，落葉飄搖。 | 誅斬賊盜，捕獲叛亡。 |                      |
| 遐邇一體，率賓歸王。 | 川流不息，淵澄取映。 | 奄宅曲阜，微旦孰營。 | 遊鵾獨運，凌摩絳霄。 |                      |                      |
| 鳴鳳在竹，白駒食場。 | 容止若思，言辭安定。 | 桓公匡合，濟弱扶傾。 |                      |                      |                      |
| 化被草木，賴及萬方。 | 篤初誠美，慎終宜令。 | 綺回漢惠，說感武丁。 |                      |                      |                      |
|                      | 榮業所基，藉甚無竟。 | 俊乂密勿，多士寔寧。 |                      |                      |                      |
|                      | 學優登仕，攝職從政。 | 晉楚更霸，趙魏困橫。 |                      |                      |                      |
|                      | 存以甘棠，去而益詠。 | 假途滅虢，踐土會盟。 |                      |                      |                      |
|                      | 樂殊貴賤，禮別尊卑。 | 何遵約法，韓弊煩刑。 |                      |                      |                      |
|                      | 上和下睦，夫唱婦隨。 | 起翦頗牧，用軍最精。 |                      |                      |                      |
|                      | 外受傅訓，入奉母儀。 | 宣威沙漠，馳譽丹青。 |                      |                      |                      |
|                      | 諸姑伯叔，猶子比兒。 | 九州禹跡，百郡秦并。 |                      |                      |                      |
|                      | 孔懷兄弟，同氣連枝。 | 岳宗泰岱，禪主云亭。 |                      |                      |                      |
|                      | 交友投分，切磨箴規。 | 雁門紫塞，雞田赤城。 |                      |                      |                      |
|                      | 仁慈隱惻，造次弗離。 | 昆池碣石，鉅野洞庭。 |                      |                      |                      |
|                      | 節義廉退，顛沛匪虧。 | 曠遠綿邈，岩岫杳冥。 |                      |                      |                      |
|                      | 性靜情逸，心動神疲。 |                      |                      |                      |                      |
|                      | 守真志滿，逐物意移。 |                      |                      |                      |                      |
|                      | 堅持雅操，好爵自縻。 |                      |                      |                      |                      |